# 寺田御子
寺田 御子（てらだ みこ、1992年6月11日 - ）は、日本の女優、タレント、声優、元グラビアアイドルである。
岐阜県出身。プラチナムプロダクション経てフリーランス。

## 略歴
高校2年生の時に母に勧められ、JJ等の読者モデルとして活動する。
大学在学中にセントフォース所属を経て、大学卒業後に上京、OLとして勤務の後、2014年10月に現事務所に所属し、本格的に芸能活動開始。幼少期からの読書経験により生み出される独特の文才でも注目を浴びている。
2015年3月には、「きものクイーンコンテスト2015」でGirlsAward賞を受賞した。5月に週刊ヤングジャンプ主催の「ゲンセキ10」にノミネートした。
2023年9月、約9年間所属していたプラチナムプロダクションを退所した。

## 人物
- 特技は茶道、着付け、日本舞踊。趣味は読書で、好きな作家は窪美澄[3]。俵万智、野口あや子、佐藤真由美など現代短歌も愛読している[7]。
- 裁判とそこに見られる人間模様に興味を持ち、休日を利用し傍聴にも行っている[3]。
- 極度の潔癖症であることを公表している。子供の頃は潔癖症な上にぶりっ子な性格だったことからいじめられ、小学1年から高校3年まで引きこもり、不登校を繰り返していた。握手会では手袋を着用して臨む。自分の箸、スプーン、ストロー、除菌シートなどを持ち歩き、硬貨、紙幣や公共施設のボタンなどにもさわれず、温泉にも海にもプールにも入れないほど[3]。

## 出演

### テレビ番組
- 24時間テレビ内 しゃべくり007（日本テレビ）
- 深夜喫茶スジガネーゼ（2015年2月8日、フジテレビ）
- ゴッドタン（2015年3月29日、テレビ東京）
- ネオバラ2『ドラマ!7人のアイドル ゴーゴー!』（2015年4月8 - 9月23日、テレビ朝日）
- 金曜プレミアム『アマゾネスアイランド』（2015年8月14日、フジテレビ）
- アウト×デラックス（2015年9月17日、2015年11月19日、フジテレビ）
- サンデー・ジャポン（2015年10月18日、2015年11月1日、2015年12月20日、TBS）
- ネクストブレイク『女ってこうでしょ?』（2016年1月8日、日本テレビ）
- ヨソで言わんとい亭〜ココだけの話が聞ける（秘）料亭〜（2016年2月19日、テレビ東京）
- 中居正広のミになる図書館（2016年2月23日、テレビ朝日）
- バイキング（2016年5月9日、フジテレビ）
- 直撃!コロシアム!! ズバッと!TV（TBS）
- 踊る!さんま御殿!!（日本テレビ）
- 世界まる見え!テレビ特捜部（2016年9月5日、日本テレビ）

### ドラマ
- 女はそれを許さない（2016年、TBS） - 司法書士 役
- 監獄学園-プリズンスクール-（2016年、TBS）
- テディ・ゴー!（2016年、フジテレビ）
- 受験のシンデレラ（2016年、NHK BSプレミアム）
- 闇金ウシジマくん Season3（2016年、MBS・TBS） - 沙希 役
- そして、誰もいなくなった（2016年、日本テレビ）
- 営業部長 吉良奈津子（2016年、フジテレビ）
- 黒い十人の女（2016年、読売テレビ・日本テレビ） - 春江 役
- 突然ですが、明日結婚します（2017年、フジテレビ）
- 深層捜査1（2017年3月11日、テレビ朝日） - 千葉ゆかり 役
- 僕たちがやりました（2017年、フジテレビ系）
- ウチの夫は仕事ができない（2017年、日本テレビ）

### テレビアニメ
- 鬼斬（2016年） - かぐやの友人 役
- ナゾトキネ（2016年） - 月山恵美子 役
- 美少女遊戯ユニット クレーンゲール（2016年） - レポーターA 役 他
- 美少女遊戯ユニット クレーンゲールGalaxy（2016年） - くれこ 役 他
- 邪神ちゃんドロップキック（2018年 - 2023年） - 氷ちゃん[8]、阿倍さん[9] 役 / 3シリーズ + 特別編[一覧 1]

### ラジオ
- オレたちゴチャ・まぜっ!〜集まれヤンヤン〜（2015年4月18日 - 2016年4月9日、MBSラジオ）

### ウェブテレビ
- あしたのSHOW（2021年11月23日、プリネッツピクチャーズ）MC[10]

## 作品

### イメージビデオ
1. MIKO（2015年2月20日、イーネット・フロンティア）
2. 彼女はアンドロイド（2015年6月19日、竹書房）

## 書籍

### 雑誌
- 週刊ヤングジャンプ（2015年11号 - ウェブ掲載、集英社） - ゲンセキ10!![5]

### シリーズ一覧
1. ↑  第1期（2018年）、第2期『'』（2020年）、第3期『X』（2022年）、特別編『【世紀末編】』（2023年12月27日）